# Tumba de Ezequiel

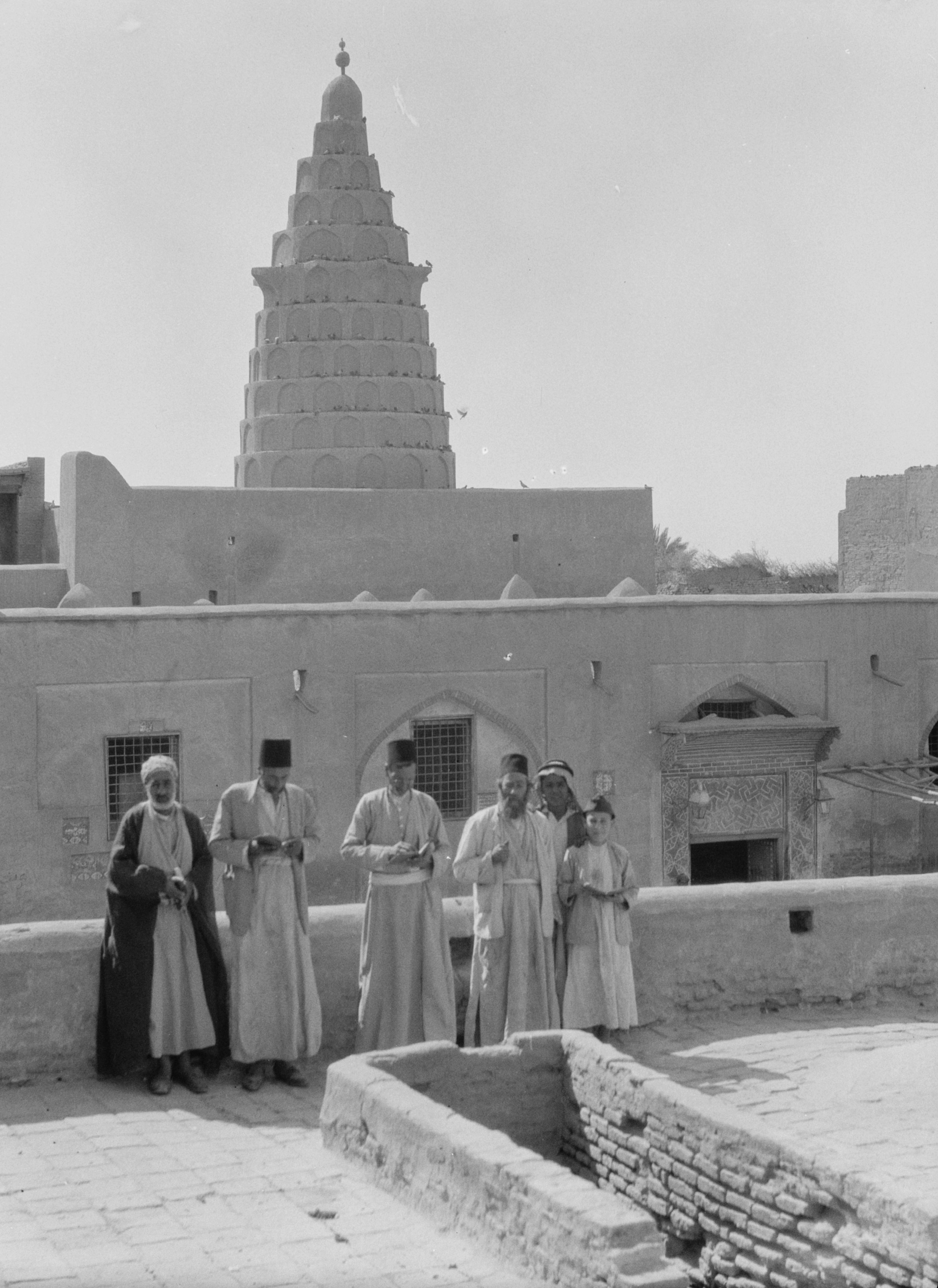
Judíos en la tumba, 1932

La tumba de Ezequiel, ubicada en Al Kifl, Irak, es considerada por judíos y musulmanes como la tumba del profeta bíblico Ezequiel. Hoy es parte del complejo de la mezquita de Al-Nukhailah.

## Descripción
En las paredes del interior aparece una escritura hebrea bajo una cúpula con diseños florales islámicos medievales.
Los judíos iraquíes era una de las comunidades judías más grandes y prominentes en el Oriente Medio. Hasta mediados del siglo XX, más de 5.000 judíos solían venir a la tumba desde Bagdad y otras ciudades importantes durante la pascua. Los musulmanes creen que esta tumba es la del profeta islámico Dhul-Kifl, que a menudo se identifica como Ezequiel. El sitio estuvo protegido bajo el control de Saddam Hussein.
Una estructura adicional también identificada como una posible tumba de Ezequiel se puede encontrar en Dezful, Irán.